# ApEX (киберспортсмен)
Дан Мадесклер (фр. Dan Madesclaire, род. 22 февраля 1993) — французский профессиональный игрок в Counter-Strike: Source и Counter-Strike: Global Offensive. С октября 2018 года выступает за организацию Team Vitality в качестве внутриигрового лидера.

## Биография
Дан Мадесклер родился на востоке Франции в 1993 году.
В 2015 году apEX одерживает победу на DreamHack Open Cluj-Napoca 2015.

## Карьера

### Team EnVyUs
После перехода в EnVyUs, apEX побеждает на Intel Extreme Masters Season X — gamescom. В августе 2015 года apEX с напарниками по команде занимает второе место на ESL One Cologne 2015, проиграв лучшей на то время команде Fnatic.
В сентябре 2015 года apEX с командой побеждает на DreamHack Open London 2015 и Gfinity Champion of Champions. В том же месяце коллектив занимает второе место на Counter Pit League, а ещё через месяц apEX со сборной Франции побеждает на The World Championship 2015.
В ноябре 2015 года apEX выигрывает самый престижный турнир в своей карьере. EnVyUs обыгрывают NAVI в финале DreamHack Open Cluj-Napoca 2015, тем самым становясь чемпионами мира.
После победы на чемпионате мира результаты ухудшились: Дан с коллективом неудачно выступает на трёх мейджор-турнирах подряд. В феврале 2017 года apEX уходит из состава EnVyUs.
В феврале 2017 года он становится игроком G2 Esports. С G2 Esports игрок выступает на высоком уровне, побеждая на крупных чемпионатах. С напарниками по команде apEX занял первое место на ESL Pro League Season 5 — Finals и первое место на DreamHack Masters Malmo 2017.
В октябре 2018 года apEX покидает G2.

### Team Vitality
Дан становится игроком Team Vitality в октябре 2018 года, однако до 2019 года команде не удаётся добиться больших успехов. В июне 2019 года apEX с напарниками по команде становится чемпионом Esports Championship Series Season 7 — Finals. Ещё через шесть месяцев клуб финиширует на первой строчке EPICENTER 2019.
Победа на EPICENTER стала последним громким результатом в оффлайн-формате. С приходом пандемии, клуб продолжил выступать в онлайн-режиме. В июне 2020 года они заняли второе место на BLAST Premier: Spring 2020 European Finals, в июле второе место на cs_summit 6 Online: Europe и в августе второе место на ESL One Cologne 2020 Online — Europe.
В мае 2023 года вместе с командой занял 1-е место на турнире BLAST.tv Paris Major 2023. Эта победа стала для него вторым чемпионством на турнирах серии Major в карьере.
За свою карьеру игрок дважды попадал в ТОП-20 лучших исполнителей по версии HLTV, заняв 15 место в 2014 году и 18 в 2015 году.

## Командные достижения
- ESWC 2013[3]
- DreamHack Valencia 2014[4]
- DreamHack Stockholm CS:GO Invitational 2014[5]
- IEM Gamescom 2015[6]
- DreamHack Open London 2015[7]
- Gfinity 2015 Champion of Champions[8]
- DreamHack Open Cluj-Napoca 2015[9]
- Game Show Global eSports Cup 2016 Finals[2]
- WESG 2016 World Finals[10]
- DreamHack Open Tours 2017[11]
- ESL Pro League Season 5 Finals[12]
- DreamHack Masters Malmö 2017[13]
- cs_summit 4[14]
- ECS Season 7 Finals[15]
- EPICENTER 2019[16]
- IEM Beijing-Haidian 2020 Europe[17]
- BLAST Premier Fall 2020 Finals[18]
- IEM Winter 2021[19]
- ESL Pro League Season 16[20]
- IEM Rio 2023[21]
- Blast Paris Major 2023[22]
- Gamers8 2023[23]
- BLAST.tv Austin Major 2025[24]

## Личные достижения
Лучший игрок года по версии HLTV.
| Год  | Позиция | Источник |
| ---- | ------- | -------- |
| 2014 | 15      | [ 25 ]   |
| 2015 | 18      | [ 26 ]   |